# Grace Page
Grace Page, nota anche con lo pseudonimo di Mermaid Grace (Reading, 13 novembre 1991), è una cantante, attrice, modella, sirena professionista e influencer di TikTok britannica.
È una figura centrale nella comunità delle sirene del Regno Unito e sta rapidamente diventando una scelta popolare di modella per i fotografi subacquei grazie alle sue capacità di apneista qualificata. È anche la fondatrice della più grande agenzia di sirene professioniste del Regno Unito, Hire a Mermaid UK.

## Primi anni di vita
Grace Page è nata nel Berkshire (Inghilterra) nel 1991. Ha sempre aspirato a diventare una cantante ed è stata particolarmente ispirata dai film Disney. Ha preso particolare influenza da La sirenetta (1989) e ha iniziato a vestirsi da sirena dall'età di 5 anni.

## Carriera

### Musica
Grace ha iniziato a cantare in tenera età e spesso ha vinto talent show e premi per la sua voce sicura. A 19 anni ha ottenuto la parte di "Dead Mam" in un'esibizione locale di Billie Elliot grazie alla sua recitazione e abilità vocale. La compagnia teatrale Golden Ratio, fu così contenta dell'intero spettacolo che lei partecipò a un concorso internazionale. Hanno vinto il loro regionale, quindi hanno potuto recitare scene della loro interpretazione di Billie Elliot sul palco del Victoria nel West End.
Grace ha continuato ad esibirsi in concerti da solista fino a quando non si è unita alla cover band di ska The Skarlets nel gennaio 2013. Ha fatto un tour di successo nel Regno Unito, coprendo molti luoghi e vari festival tra cui l'Hastings Beer and Music Festival e il Newbury Real Ale Festival. Gli Skarlets si sono poi sciolti per un breve periodo dopo il loro spettacolo finale al Newbury Real Ale Festival nel settembre 2013. Da allora si sono rilanciati con una nuova formazione.
Grace si è poi presa una pausa dalla musica, per seguire un altro sogno: diventare una sirena professionista (sotto). Di recente, ha ricominciato a cantare dal vivo partecipando ad alcuni concerti locali ed è stata persino reclutata dalla Hot Spot Productions per interpretare Marilyn Monroe nel loro nuovo spettacolo regolare The Vegas Kings.

### Mermaiding
Secondo un'intervista con Jack FM, Grace ha iniziato a ricercare una carriera di sirena professionista all'età di 18 anni, ma a causa dei fondi limitati  non è stata in grado di intraprendere questa carriera fino a quando non le è stato concesso un prestito dalla società Start Up Loans, ora nota come Newable nel 2014. Ha poi lanciato completamente l'azienda nel 2015 dopo essersi formata per diventare un'apneista qualificata con FreediveUK. È un'apneista in acque libere di 2º livello, certificata AIDA e una specialista di sirene in acque libere. Grace ha un'apnea statica di 4 minuti e la capacità di nuotare sott'acqua fino a una profondità di 52 piedi e non solo, ma anche per una lunghezza di 60 metri; senza prendere aria.
Grace, detta "Mermaid Grace", è ora uno dei volti riconoscibili nelle comunità delle sirene del Regno Unito, è apparsa sulle stampe locali, nazionali e internazionali, tra cui The Reading Chronicle, The Daily Mirror, Yahoo News, Take a Break Magazine nº 46 e molte altre. Nel 2016, la carriera di sirena di Grace è salita alle stelle quando è apparsa nell'8º episodio della 12ª stagione della serie The Apprentice della BBC nei panni di se stessa per il compito dell'evento per il team Titans; il team ha vinto l’incarico con il 100% di soddisfazione del cliente. Grace non ha nuotato nell'episodio, il che ha causato confusione e polemiche online, ma ha comunque cantato. Il contraccolpo ha minacciato la sua credibilità come sirena professionista fino a quando la BBC non l'ha invitata a tornare in un episodio di The Apprentice "You're Fired!" e ha spiegato in onda che non c'era abbastanza tempo per eseguire i test necessari per eseguire in sicurezza uno spettacolo di acquari che ha consolidato, ancora una volta, la sua carriera.
Grace ha vinto il concorso nazionale Miss Mermaid UK nel settembre 2016 subito dopo aver vinto il titolo di Miss Talent in Miss Great Britain (vedere la sezione del concorso di seguito). Questo titolo l'ha portata alla finale di Miss Mermaid International in Egitto, dove ha ripetutamente segnato molto contro altre sirene professioniste di tutto il mondo.
La reputazione di Grace come sirena professionista ha continuato a diffondersi in tutto il mondo, quando Pretty 52 – che è una società di media sotto The Lad Bible Group – ha condiviso un video di Grace che nuota sott'acqua come una sirena per promuovere Grace's Mermaid Camp. Il video ha raggiunto 8 milioni di visualizzazioni, 3.000 condivisioni e 5.000 commenti in meno di un giorno. Grace ha condiviso altre foto e altri video, con i suoi follower su Snapchat che mostrano che è stata coinvolta in molti altri giorni di riprese per programmi e video ancora da pubblicare.

### Campo delle sirene
Grace ha lanciato il primo Mermaid Camp del Regno Unito, dove le aspiranti sirene possono imparare il complicato mestiere di essere sirene professioniste, nonché come posare con successo sott'acqua, come lavorare con il trucco waterproof, quali assicurazioni sono necessarie e forse gli studenti di maggior successo guadagneranno un'abilitazione all'apnea.

### Modellazione
Grace fa la modella dall'età di 17 anni quando è stata notata dalla Mapis Modeling Academy (non più in attività) durante il concorso Miss Berkshire nel 2008 (vedi sfarzo sotto) ha svolto solo un paio di lavori per l'agenzia prima di lasciare a causa di complicazioni la casa. Ha quindi iniziato a lavorare come modella freelance all'età di 19 anni e ora è stata protagonista di numerose pubblicazioni e campagne, inclusa l'ottenimento della sua prima copertina di una rivista nel febbraio 2017. Grace ha vari portafogli online che mostrano il suo lavoro tra cui il suo sito web, Starnow, Purpleport, Facebook e altri, motivo per cui si presume che generi lavoro senza un agente.

### Sfarzo
Grace si è ripetutamente descritta come "non una ragazza da spettacolo" in varie interviste, ma ha gareggiato 5 volte in 3 concorsi diversi. Il suo primo concorso è stato Miss Berkshire 2008, poi è entrata nello stesso concorso nel 2012 dove se n'è andata con i titoli minori di "Miss Popularity" e "Miss Charity". Poi è entrata nel concorso Miss Berkshire altre due volte, nel 2014 e nel 2015, ed entrambe le volte se n'è andata senza un titolo. Un caro amico e precedente vincitore di Miss Essex Devon Mayson ha inserito Grace in Miss Reading 2016 (una semifinale per Miss Gran Bretagna) dove ha effettivamente vinto il titolo. Grace è stata sponsorizzata da Genting Casinò Reading nella finale nazionale di Miss Gran Bretagna e si è aggiudicata il titolo di "Miss Talent Great Britain" grazie alla sua rievocazione subacquea della scena di Part of Your World de La sirenetta di Disney. Questa vittoria l'ha poi ispirata a entrare in Miss Mermaid International del 2016 in Egitto, dove Grace ha ripetutamente ottenuto punteggi alti contro altre sirene professioniste di tutto il mondo e si è classificata tra le prime cinque.
Il successo alla finale internazionale ha poi aggiunto un nuovo elemento alla carriera di Grace che ora è la direttrice nazionale di Miss Mermaid UK. I giudici sono stati così colpiti dall'attitudine acquatica di Grace e dal successo della sua compagnia "Hire a Mermaid UK", che le hanno chiesto di dirigere la competizione nazionale. Tra gli altri suoi lavori, sarà ora indicata di trovare un candidato adatto a rappresentare il Regno Unito a Miss Mermaid International 2017.

## Discografía
- 2014 - Grace Page
- 2018 - Grace Page II